# Sixième circonscription du Finistère
La sixième circonscription du Finistère est l'une des huit circonscriptions législatives françaises que compte le département du Finistère.

## La circonscription de 1958 à 1986

### Description géographique
Dans le découpage électoral de 1958, la première circonscription du Finistère était composée des cantons suivants :
- Canton de Carhaix
- Canton de Châteaulin
- Canton de Châteauneuf-du-Faou
- Canton de Crozon
- Canton du Faou
- Canton de Pleyben.

### Historique des députations
| Législature | Début de mandat | Fin de mandat  | Député        | Parti politique | Observations |
| ----------- | --------------- | -------------- | ------------- | --------------- | --- |
| Ire         | 9 décembre 1958 | 9 octobre 1962 | Jean Crouan   | CNIP            | Mandat écourté à la suite d'une dissolution parlementaire décidée par Charles de Gaulle.                                                                       |
| IIe         | 6 décembre 1962 | 2 avril 1967   | Suzanne Ploux | UNR             | |
| IIIe        | 3 avril 1967    | 30 mai 1968    | Suzanne Ploux | UDR             | Mandat écourté à la suite d'une dissolution parlementaire décidée par Charles de Gaulle.                                                                       |
| IVe         | 11 juillet 1968 | 1er avril 1973 | Suzanne Ploux | UDR             | |
| Ve          | 2 avril 1973    | 2 avril 1978   | Suzanne Ploux | UDR             | Remplacée par Jean Crenn à partir du 12 mai 1973 à la suite de sa nomination au gouvernement.                                                                  |
| VIe         | 3 avril 1978    | 22 mai 1981    | Jean Crenn    | RPR             | Mandat écourté à la suite d'une dissolution parlementaire décidée par François Mitterrand.                                                                     |
| VIIe        | 2 juillet 1981  | 1er avril 1986 | Jean Beaufort | PS              | |
| VIIIe       | 2 avril 1986    | 14 mai 1988    | Aucun         | Aucun           | Proportionnelle par département, pas de député par circonscription. Mandat écourté à la suite d'une dissolution parlementaire décidée par François Mitterrand. |

### Historique des élections

#### Élections de 1958
| Candidat           | Candidat         | Parti          | Premier tour | Premier tour | Second tour | Second tour |  |
| Candidat           | Candidat         | Parti          | Voix         | %            | Voix        | %           |  |
| ------------------ | ---------------- | -------------- | ------------ | ------------ | ----------- | ----------- |  |
|                    | Jean Crouan élu  | CNIP           | 13 562       | 28,37        | 27 121      | 61,65       |  |
|                    | Édouard Le Jeune | MRP            | 10 906       | 22,81        | 444         | 1,01        |  |
|                    | Jean Rohou       | CR             | 6 800        | 14,22        | Retrait     | Retrait     |  |
|                    | Hervé Mao        | SFIO           | 6 316        | 13,21        | 16 429      | 37,34       |  |
|                    | Roger Thomas     | PCF            | 5 489        | 11,48        | Retrait     | Retrait     |  |
|                    | Pierre Abéguilé  | Modérés        | 4 732        | 9,9          | Retrait     | Retrait     |  |
|                    |                  |                |              |              |             |             |  |
| Inscrits           | Inscrits         | Inscrits       | 62 426       | 100,00       | 62 419      | 100,00      |  |
| Abstentions        | Abstentions      | Abstentions    | 14 335       | 22,96        | 16 810      | 26,93       |  |
| Votants            | Votants          | Votants        | 48 091       | 77,04        | 45 609      | 73,07       |  |
| Blancs et nuls     | Blancs et nuls   | Blancs et nuls | 286          | 0,59         | 1 615       | 3,54        |  |
| Exprimés           | Exprimés         | Exprimés       | 47 805       | 99,41        | 43 994      | 96,46       |  |
| Source : Data.gouv |                  |                |              |              |             |             |  |

#### Élections de 1962
| Candidat           | Candidat           | Parti          | Premier tour | Premier tour | Second tour | Second tour |  |
| Candidat           | Candidat           | Parti          | Voix         | %            | Voix        | %           |  |
| ------------------ | ------------------ | -------------- | ------------ | ------------ | ----------- | ----------- |  |
|                    | Suzanne Ploux élue | UNR-UDT        | 11 404       | 27,41        | 15 708      | 33,32       |  |
|                    | Édouard Le Jeune   | MRP            | 11 012       | 26,47        | 11 775      | 24,98       |  |
|                    | Jean Rohou         | CR             | 8 534        | 20,51        | 9 556       | 20,27       |  |
|                    | Hervé Mao          | SFIO           | 5 454        | 13,11        | 10 106      | 21,44       |  |
|                    | Louis Hémery       | PCF            | 5 199        | 12,5         | Retrait     | Retrait     |  |
|                    |                    |                |              |              |             |             |  |
| Inscrits           | Inscrits           | Inscrits       | 61 095       | 100,00       | 61 087      | 100,00      |  |
| Abstentions        | Abstentions        | Abstentions    | 19 157       | 31,36        | 13 660      | 22,36       |  |
| Votants            | Votants            | Votants        | 41 938       | 68,64        | 47 427      | 77,64       |  |
| Blancs et nuls     | Blancs et nuls     | Blancs et nuls | 335          | 0,8          | 282         | 0,59        |  |
| Exprimés           | Exprimés           | Exprimés       | 41 603       | 99,2         | 47 145      | 99,41       |  |
| Source : Data.gouv |                    |                |              |              |             |             |  |

Le suppléant de Suzanne Ploux était Jean Crenn, cultivateur à Lopérec.

#### Élections de 1967
| Candidat           | Candidat                      | Parti          | Premier tour | Premier tour | Second tour | Second tour |  |
| Candidat           | Candidat                      | Parti          | Voix         | %            | Voix        | %           |  |
| ------------------ | ----------------------------- | -------------- | ------------ | ------------ | ----------- | ----------- |  |
|                    | Suzanne Ploux sortante réélue | UD-Ve          | 18 238       | 38,74        | 26 516      | 61,15       |  |
|                    | Édouard Le Jeune              | CD (PDM)       | 13 025       | 27,67        | Retrait     | Retrait     |  |
|                    | Louis Hémery                  | PCF            | 8 729        | 18,54        | 16 846      | 38,85       |  |
|                    | Hervé Mao                     | FGDS (SFIO)    | 7 085        | 15,05        | Retrait     | Retrait     |  |
|                    |                               |                |              |              |             |             |  |
| Inscrits           | Inscrits                      | Inscrits       | 57 105       | 100,00       | 57 100      | 100,00      |  |
| Abstentions        | Abstentions                   | Abstentions    | 9 752        | 17,08        | 11 986      | 20,99       |  |
| Votants            | Votants                       | Votants        | 47 353       | 82,92        | 45 114      | 79,01       |  |
| Blancs et nuls     | Blancs et nuls                | Blancs et nuls | 276          | 0,58         | 1 752       | 3,88        |  |
| Exprimés           | Exprimés                      | Exprimés       | 47 077       | 99,42        | 43 362      | 96,12       |  |
| Source : Data.gouv |                               |                |              |              |             |             |  |

Le suppléant de Suzanne Ploux était Jean Crenn, cultivateur à Lopérec.

#### Élections de 1968
| Candidat           | Candidat                      | Parti          | Premier tour | Premier tour | Second tour | Second tour |  |
| Candidat           | Candidat                      | Parti          | Voix         | %            | Voix        | %           |  |
| ------------------ | ----------------------------- | -------------- | ------------ | ------------ | ----------- | ----------- |  |
|                    | Suzanne Ploux sortante réélue | UDR (URP)      | 20 201       | 43,47        | 20 753      | 45,94       |  |
|                    | Édouard Le Jeune              | CD (PDM)       | 14 311       | 30,80        | 13 967      | 30,92       |  |
|                    | Louis Hémery                  | PCF            | 11 949       | 25,71        | 10 451      | 23,13       |  |
|                    |                               |                |              |              |             |             |  |
| Inscrits           | Inscrits                      | Inscrits       | 58 187       | 100,00       | 58 179      | 100,00      |  |
| Abstentions        | Abstentions                   | Abstentions    | 11 279       | 19,38        | 12 705      | 21,84       |  |
| Votants            | Votants                       | Votants        | 46 908       | 80,62        | 45 474      | 78,16       |  |
| Blancs et nuls     | Blancs et nuls                | Blancs et nuls | 447          | 0,95         | 303         | 0,67        |  |
| Exprimés           | Exprimés                      | Exprimés       | 46 461       | 99,05        | 45 171      | 99,33       |  |
| Source : Data.gouv |                               |                |              |              |             |             |  |

Le suppléant de Suzanne Ploux était Jean Crenn, conseiller municipal de Lopérec.

#### Élections de 1973
| Candidat           | Candidat                      | Parti          | Premier tour | Premier tour | Second tour | Second tour |  |
| Candidat           | Candidat                      | Parti          | Voix         | %            | Voix        | %           |  |
| ------------------ | ----------------------------- | -------------- | ------------ | ------------ | ----------- | ----------- |  |
|                    | Suzanne Ploux sortante réélue | UDR (URP)      | 20 729       | 44,15        | 27 434      | 59,56       |  |
|                    | Jean-Pierre Jeudy             | PCF            | 10 270       | 21,87        | 18 630      | 40,44       |  |
|                    | Hervé Mao                     | PS (UGSD)      | 9 518        | 20,27        | Retrait     | Retrait     |  |
|                    | Jean Manis                    | CD (MR)        | 6 436        | 13,71        | Retrait     | Retrait     |  |
|                    |                               |                |              |              |             |             |  |
| Inscrits           | Inscrits                      | Inscrits       | 58 554       | 100,00       | 58 544      | 100,00      |  |
| Abstentions        | Abstentions                   | Abstentions    | 11 010       | 18,8         | 10 909      | 18,63       |  |
| Votants            | Votants                       | Votants        | 47 544       | 81,2         | 47 635      | 81,37       |  |
| Blancs et nuls     | Blancs et nuls                | Blancs et nuls | 591          | 1,24         | 1 571       | 3,3         |  |
| Exprimés           | Exprimés                      | Exprimés       | 46 953       | 98,76        | 46 064      | 96,7        |  |
| Source : Data.gouv |                               |                |              |              |             |             |  |

Le suppléant de Suzanne Ploux était Jean Crenn. Jean Crenn remplaça Suzanne Ploux, nommée membre du gouvernement, du 13 mai 1973 au 2 avril 1978.

#### Élections de 1978
| Candidat                                                | Candidat                    | Parti              | Premier tour | Premier tour | Second tour | Second tour |  |
| Candidat                                                | Candidat                    | Parti              | Voix         | %            | Voix        | %           |  |
| ------------------------------------------------------- | --------------------------- | ------------------ | ------------ | ------------ | ----------- | ----------- |  |
|                                                         | Jean Crenn sortant réélu    | RPR                | 13 594       | 26,12        | 30 073      | 57,15       |  |
|                                                         | Jean-Pierre Jeudy           | PCF                | 12 529       | 24,07        | 22 543      | 42,84       |  |
|                                                         | Albert Quéré                | PS                 | 8 101        | 15,56        | Retrait     | Retrait     |  |
|                                                         | Jacques Le Guyader-Desprées | UDF (PR)           | 7 325        | 14,46        |             |             |  |
|                                                         | Jean Hourmant               | Divers droite      | 7 378        | 14,17        |             |             |  |
|                                                         | Fañch Morvannou             | UDB                | 1 793        | 3,44         |             |             |  |
|                                                         | Jean-Pierre Romanet         | LO                 | 777          | 1,49         |             |             |  |
|                                                         | Jean-Bernard Abribat        | Divers droite (DC) | 349          | 0,67         |             |             |  |
|                                                         |                             |                    |              |              |             |             |  |
| Inscrits                                                | Inscrits                    | Inscrits           | 62 875       | 100,00       | 62 870      | 100,00      |  |
| Abstentions                                             | Abstentions                 | Abstentions        | 10 217       | 16,25        | 9 113       | 14,49       |  |
| Votants                                                 | Votants                     | Votants            | 52 658       | 83,75        | 53 757      | 85,51       |  |
| Blancs et nuls                                          | Blancs et nuls              | Blancs et nuls     | 612          | 1,16         | 1 141       | 2,12        |  |
| Exprimés                                                | Exprimés                    | Exprimés           | 52 046       | 98,84        | 52 616      | 97,88       |  |
| Source : Data.gouv et Sud Ouest du 21 mars 1978, page 6 |                             |                    |              |              |             |             |  |

Le suppléant de Jean Crenn était René Chevalier, boulanger, maire de Plonévez-Porzay.

#### Élections de 1981
| Candidat       | Candidat           | Parti          | Premier tour | Premier tour | Second tour | Second tour |  |
| Candidat       | Candidat           | Parti          | Voix         | %            | Voix        | %           |  |
| -------------- | ------------------ | -------------- | ------------ | ------------ | ----------- | ----------- |  |
|                | Jean Crenn sortant | RPR (UNM)      | 22 322       | 47,54        | 24 666      | 48,82       |  |
|                | Jean Beaufort élu  | PS             | 15 130       | 32,22        | 25 861      | 51,18       |  |
|                | Jean-Pierre Jeudy  | PCF            | 8 051        | 17,14        | Retrait     | Retrait     |  |
|                | Fañch Morvannou    | UDB            | 1 453        | 3,09         |             |             |  |
|                |                    |                |              |              |             |             |  |
| Inscrits       | Inscrits           | Inscrits       | 63 249       | 100,00       | 63 241      | 100,00      |  |
| Abstentions    | Abstentions        | Abstentions    | 15 841       | 25,05        | 12 235      | 19,35       |  |
| Votants        | Votants            | Votants        | 47 408       | 74,95        | 51 006      | 80,65       |  |
| Blancs et nuls | Blancs et nuls     | Blancs et nuls | 452          | 0,95         | 479         | 0,94        |  |
| Exprimés       | Exprimés           | Exprimés       | 46 956       | 99,05        | 50 527      | 99,06       |  |

Le suppléant de Jean Crenn était Jean-Jacques Fabien, de Crozon, attaché commercial à la Chambre de commerce et d'industrie de Brest.

## La circonscription depuis 1986

### Description géographique et démographique
Dans le découpage électoral de la loi no 86-1197 du 24 novembre 1986
, la circonscription regroupe les cantons suivants :
- Canton de Carhaix-Plouguer
- Canton de Châteaulin
- Canton de Châteauneuf-du-Faou
- Canton de Crozon
- Canton de Daoulas
- Canton du Faou
- Canton d'Huelgoat
- Canton d'Ouessant
- Canton de Pleyben.

D'après le recensement général de la population en 1999, réalisé par l'Institut national de la statistique et des études économiques (INSEE), la population totale de cette circonscription est estimée à 107 210 habitants,.
Le découpage de la circonscription n'a pas été modifié par le redécoupage des circonscriptions législatives françaises de 2010.

### Historique des députations
| Législature | Début de mandat | Fin de mandat  | Député            | Parti politique | Observations |
| ----------- | --------------- | -------------- | ----------------- | --------------- | --- |
| IXe         | 23 juin 1988    | 1er avril 1993 | Jean-Yves Cozan   | UDF             | |
| Xe          | 2 avril 1993    | 21 avril 1997  | Jean-Yves Cozan,  | UDF,            | Mandat écourté à la suite d'une dissolution parlementaire décidée par Jacques Chirac. |
| XIe         | 12 juin 1997    | 18 juin 2002   | Kofi Yamgnane     | PS              | |
| XIIe        | 19 juin 2002    | 19 juin 2007   | Christian Ménard, | UMP,            | |
| XIIIe       | 20 juin 2007    | 19 juin 2012   | Christian Ménard  | UMP             | |
| XIVe        | 20 juin 2012    | 20 juin 2017   | Richard Ferrand   | PS              | Nommé au gouvernement le 17 mai 2017, il est brièvement remplacé à l'Assemblée par sa suppléante Claire Mallejac à partir du 18 juin. Il reprend son siège de député le 21 juin 2017 après avoir quitté son poste au gouvernement. |
| XVe         | 21 juin 2017    | 21 juin 2022   | Richard Ferrand   | LREM            | Élu Président de l'Assemblée Nationale le 12 septembre 2018. |
| XVIe        | 22 juin 2022    | 9 juin 2024    | Mélanie Thomin    | PS-NUPES        | Mandat écourté à la suite d'une dissolution parlementaire décidée par Emmanuel Macron. |
| XVIIe       | 8 juillet 2024  | En cours       | Mélanie Thomin    | PS              | |

### Historique des élections

#### Élections de 1988
| Candidat       | Candidat                      | Parti           | Premier tour | Premier tour | Second tour | Second tour |  |
| Candidat       | Candidat                      | Parti           | Voix         | %            | Voix        | %           |  |
| -------------- | ----------------------------- | --------------- | ------------ | ------------ | ----------- | ----------- |  |
|                | Jean-Yves Cozan sortant réélu | UDF (CDS) (URC) | 25 868       | 44,48        | 32 461      | 50,21       |  |
|                | Yolande Boyer                 | PS              | 20 799       | 35,77        | 32 188      | 49,79       |  |
|                | Daniel Créoff                 | PCF             | 5 449        | 9,37         |             |             |  |
|                | Éric Calméjane                | FN              | 3 142        | 5,4          |             |             |  |
|                | Yves Cam                      | Divers gauche   | 2 894        | 4,98         |             |             |  |
|                |                               |                 |              |              |             |             |  |
| Inscrits       | Inscrits                      | Inscrits        | 85 903       | 100,00       | 85 868      | 100,00      |  |
| Abstentions    | Abstentions                   | Abstentions     | 26 903       | 31,32        | 20 212      | 23,54       |  |
| Votants        | Votants                       | Votants         | 59 000       | 68,68        | 65 656      | 76,46       |  |
| Blancs et nuls | Blancs et nuls                | Blancs et nuls  | 848          | 1,44         | 1 007       | 1,53        |  |
| Exprimés       | Exprimés                      | Exprimés        | 58 152       | 98,56        | 64 649      | 98,47       |  |

Le suppléant de Jean-Yves Cozan était Hervé Tinevez, RPR, conseiller régional, conseiller général, maire de Châteaulin.

#### Élections de 1993
|                               | Jean-Yves Cozan sortant réélu | UDF (AD)       | 27 032 | 46,09  | 31 983 | 55,01  |  |  |  |  |  |
|                               | Kofi Yamgnane                 | PS (ADFP)      | 17 570 | 29,96  | 28 132 | 44,99  |  |  |  |  |  |
|                               | Daniel Créoff                 | PCF            | 5 101  | 8,69   |        |        |  |  |  |  |  |
|                               | Éric Calmejane                | FN             | 4 486  | 7,64   |        |        |  |  |  |  |  |
|                               | Alfred Corne                  | Les Verts (EÉ) | 2 648  | 4,51   |        |        |  |  |  |  |  |
|                               | Jean-Luc Kinet                | PLN            | 1 047  | 1,78   |        |        |  |  |  |  |  |
|                               | Roland Astoul                 | Divers         | 586    | 0,99   |        |        |  |  |  |  |  |
|                               | Yann Puillandre               | Régionaliste   | 168    | 0,28   |        |        |  |  |  |  |  |
|                               | Annie Le Guen                 | Régionaliste   | 5      | 0,00   |        |        |  |  |  |  |  |
|                               |                               |                |        |        |        |        |  |  |  |  |  |
| Inscrits                      | Inscrits                      | Inscrits       | 84 741 | 100,00 | 84 716 | 100,00 |  |  |  |  |  |
| Abstentions                   | Abstentions                   | Abstentions    | 23 483 | 27,71  | 21 935 | 25,89  |  |  |  |  |  |
| Votants                       | Votants                       | Votants        | 61 258 | 72,29  | 62 781 | 74,11  |  |  |  |  |  |
| Blancs et nuls                | Blancs et nuls                | Blancs et nuls | 2 615  | 4,27   | 2 666  | 4,25   |  |  |  |  |  |
| Exprimés                      | Exprimés                      | Exprimés       | 58 643 | 95,73  | 60 115 | 95,75  |  |  |  |  |  |
| Source : Data.gouv et CEVIPOF |                               |                |        |        |        |        |  |  |  |  |  |

Le suppléant de Jean-Yves Cozan était Claude Bellin, maire de Plomodiern, Président de la Communauté de communes du Pays de Châteaulin et du Porzay.

#### Élections de 1997
| Candidat                      | Candidat                | Parti          | Premier tour | Premier tour | Second tour | Second tour |  |
| Candidat                      | Candidat                | Parti          | Voix         | %            | Voix        | %           |  |
| ----------------------------- | ----------------------- | -------------- | ------------ | ------------ | ----------- | ----------- |  |
|                               | Kofi Yamgnane élu       | PS             | 21 155       | 36,66        | 33 649      | 53,75       |  |
|                               | Jean-Yves Cozan sortant | UDF (AD)       | 20 255       | 35,1         | 28 957      | 46,25       |  |
|                               | Daniel Créoff           | PCF            | 5 594        | 9,69         |             |             |  |
|                               | Éric Calmejane          | FN             | 4 842        | 8,39         |             |             |  |
|                               | Robert Beby             | GÉ             | 2 484        | 4,3          |             |             |  |
|                               | Christian Pierre        | Régionaliste   | 1 848        | 3,2          |             |             |  |
|                               | Georges Nieto           | LDI (CNIP)     | 1 526        | 2,64         |             |             |  |
|                               |                         |                |              |              |             |             |  |
| Inscrits                      | Inscrits                | Inscrits       | 83 129       | 100,00       | 83 102      | 100,00      |  |
| Abstentions                   | Abstentions             | Abstentions    | 23 012       | 27,68        | 17 425      | 20,97       |  |
| Votants                       | Votants                 | Votants        | 60 117       | 72,32        | 65 677      | 79,03       |  |
| Blancs et nuls                | Blancs et nuls          | Blancs et nuls | 2 413        | 4,01         | 3 071       | 4,68        |  |
| Exprimés                      | Exprimés                | Exprimés       | 57 704       | 95,99        | 62 606      | 95,32       |  |
| Source : Data.gouv et CEVIPOF |                         |                |              |              |             |             |  |

Le suppléant de Kofi Yamgnane était André Le Gac, professeur d'Anglais et de Breton, maire DVG de Plougastel-Daoulas.

#### Élections de 2002
| Candidat       | Candidat                         | Parti                      | Premier tour | Premier tour | Second tour | Second tour |  |
| Candidat       | Candidat                         | Parti                      | Voix         | %            | Voix        | %           |  |
| -------------- | -------------------------------- | -------------------------- | ------------ | ------------ | ----------- | ----------- |  |
|                | Kofi Yamgnane sortant            | PS                         | 18 668       | 31,16        | 29 865      | 49,86       |  |
|                | Christian Ménard élu             | UMP                        | 14 662       | 24,48        | 30 031      | 50,14       |  |
|                | Christian Troadec                | Divers gauche              | 6 759        | 11,28        |             |             |  |
|                | Jean-Yves Cozan                  | Divers droite (Maj. prés.) | 6 167        | 10,29        |             |             |  |
|                | Dominique Cap                    | Divers droite              | 5 673        | 9,47         |             |             |  |
|                | Marie-Anne Haas                  | FN                         | 2 685        | 4,48         |             |             |  |
|                | Serge Borvon                     | Les Verts                  | 1 411        | 2,36         |             |             |  |
|                | Claudine Laporte                 | PCF                        | 1 251        | 2,09         |             |             |  |
|                | Joëlle Goettel                   | CPNT                       | 767          | 1,28         |             |             |  |
|                | Elisabeth Guillou                | LO                         | 472          | 0,79         |             |             |  |
|                | Anne-Elisabeth Rehault-Rousselet | Cap21                      | 315          | 0,53         |             |             |  |
|                | Thérèse Hamon-Dorsaix            | Pôle républicain           | 274          | 0,46         |             |             |  |
|                | Roger Clorennec                  | MNR                        | 260          | 0,43         |             |             |  |
|                | Alain Wagmann                    | PT                         | 218          | 0,36         |             |             |  |
|                | Lionel Chabrol                   | MÉI                        | 201          | 0,34         |             |             |  |
|                | Bernard Bruillot                 | GÉ                         | 122          | 0,2          |             |             |  |
|                |                                  |                            |              |              |             |             |  |
| Inscrits       | Inscrits                         | Inscrits                   | 85 633       | 100,00       | 85 609      | 100,00      |  |
| Abstentions    | Abstentions                      | Abstentions                | 24 947       | 29,13        | 24 181      | 28,25       |  |
| Votants        | Votants                          | Votants                    | 60 686       | 70,87        | 61 428      | 71,75       |  |
| Blancs et nuls | Blancs et nuls                   | Blancs et nuls             | 781          | 1,29         | 1 532       | 2,49        |  |
| Exprimés       | Exprimés                         | Exprimés                   | 59 905       | 98,71        | 59 896      | 97,51       |  |

La suppléante de Christian Ménard était Françoise Louarn, agricultrice à Argol.

#### Élections de 2007
| Candidat       | Candidat                       | Parti          | Premier tour | Premier tour | Second tour | Second tour |  |
| Candidat       | Candidat                       | Parti          | Voix         | %            | Voix        | %           |  |
| -------------- | ------------------------------ | -------------- | ------------ | ------------ | ----------- | ----------- |  |
|                | Christian Ménard sortant réélu | UMP            | 24 659       | 41,39        | 29 903      | 50,19       |  |
|                | Richard Ferrand                | PS             | 15 050       | 25,26        | 29 673      | 49,81       |  |
|                | Christian Troadec              | Divers gauche  | 7 393        | 12,41        |             |             |  |
|                | Catherine Le Moan              | UDF–MoDem      | 5 224        | 8,77         |             |             |  |
|                | Matthieu Guillemot             | LCR            | 2 208        | 3,71         |             |             |  |
|                | Danielle Lemoine               | GÉ             | 1 216        | 2,04         |             |             |  |
|                | Marie-Anne Haas                | FN             | 1 173        | 1,97         |             |             |  |
|                | Corinne Nicole                 | PCF            | 1 081        | 1,81         |             |             |  |
|                | Jean-Yves Quéinnec             | Divers         | 522          | 0,88         |             |             |  |
|                | Élisabeth Donnardieu           | MPF            | 478          | 0,8          |             |             |  |
|                | Élisabeth Guillou-Piro         | LO             | 390          | 0,65         |             |             |  |
|                | Philippe Milliau               | MNR            | 190          | 0,32         |             |             |  |
|                |                                |                |              |              |             |             |  |
| Inscrits       | Inscrits                       | Inscrits       | 88 705       | 100,00       | 88 693      | 100,00      |  |
| Abstentions    | Abstentions                    | Abstentions    | 28 271       | 31,87        | 27 567      | 31,08       |  |
| Votants        | Votants                        | Votants        | 60 434       | 68,13        | 61 126      | 68,92       |  |
| Blancs et nuls | Blancs et nuls                 | Blancs et nuls | 850          | 1,41         | 1 550       | 2,54        |  |
| Exprimés       | Exprimés                       | Exprimés       | 59 584       | 98,59        | 59 576      | 97,46       |  |

La suppléante de Christian Ménard était Françoise Louarn.

#### Élections de 2012
| Candidat       | Candidat            | Parti               | Premier tour | Premier tour | Second tour | Second tour |  |
| Candidat       | Candidat            | Parti               | Voix         | %            | Voix        | %           |  |
| -------------- | ------------------- | ------------------- | ------------ | ------------ | ----------- | ----------- |  |
|                | Richard Ferrand élu | PS                  | 18 300       | 32,29        | 31 965      | 58,36       |  |
|                | Dominique Cap       | Divers droite (UMP) | 15 733       | 27,76        | 22 807      | 41,64       |  |
|                | Christian Troadec   | MBP                 | 11 286       | 19,92        | Retrait     | Retrait     |  |
|                | Marie Anne Haas     | RBM (FN)            | 4 312        | 7,61         |             |             |  |
|                | Noëlle Péoc'h       | FG (Divers gauche)  | 2 999        | 5,29         |             |             |  |
|                | Jocelyne Leclerc    | EÉLV                | 2 118        | 3,74         |             |             |  |
|                | Marie Laurent       | PCD                 | 636          | 1,12         |             |             |  |
|                | André Ménesguen     | NPA                 | 556          | 0,98         |             |             |  |
|                | Sophie Rossigneux   | DLR                 | 540          | 0,95         |             |             |  |
|                | Élisabeth Piro      | LO                  | 188          | 0,33         |             |             |  |
|                |                     |                     |              |              |             |             |  |
| Inscrits       | Inscrits            | Inscrits            | 89 396       | 100,00       | 89 355      | 100,00      |  |
| Abstentions    | Abstentions         | Abstentions         | 32 033       | 35,83        | 32 769      | 36,67       |  |
| Votants        | Votants             | Votants             | 57 363       | 64,17        | 56 586      | 63,33       |  |
| Blancs et nuls | Blancs et nuls      | Blancs et nuls      | 695          | 1,21         | 1 814       | 3,21        |  |
| Exprimés       | Exprimés            | Exprimés            | 56 668       | 98,79        | 54 772      | 96,79       |  |

La suppléante de Richard Ferrand était Claire Mallejac, de Plougastel-Daoulas. Claire Mallejac remplaça Richard Ferrand, nommé membre du gouvernement, du 18 au 20 juin 2017.

#### Par communes, premier tour
| Commune             | Piro | Piro | Ménesguen | Ménesguen | Péoc'h | Péoc'h | Ferrand | Ferrand | Troadec | Troadec | Leclerc | Leclerc | Cap   | Cap   | Laurent | Laurent | Rossigneux | Rossigneux | Haas | Haas  | P.    |
| Commune             | #    | %    | #         | %         | #      | %      | #       | %       | #       | %       | #       | %       | #     | %     | #       | %       | #          | %          | #    | %     | P.    |
| ------------------- | ---- | ---- | --------- | --------- | ------ | ------ | ------- | ------- | ------- | ------- | ------- | ------- | ----- | ----- | ------- | ------- | ---------- | ---------- | ---- | ----- | ----- |
| Argol               | 0    | 0,00 | 13        | 3,02      | 19     | 4,41   | 136     | 31,55   | 69      | 16,01   | 15      | 3,48    | 117   | 27,15 | 7       | 1,62    | 5          | 1,16       | 50   | 11,60 | 58,76 |
| Berrien             | 1    | 0,20 | 4         | 0,82      | 117    | 23,93  | 145     | 29,65   | 119     | 24,34   | 21      | 4,29    | 49    | 10,02 | 2       | 0,41    | 1          | 0,20       | 30   | 6,13  | 67,39 |
| Bolazec             | 1    | 0,84 | 2         | 1,68      | 10     | 8,40   | 52      | 43,70   | 35      | 29,41   | 3       | 2,52    | 12    | 10,08 | 1       | 0,84    | 0          | 0,00       | 3    | 2,52  | 68,18 |
| Botmeur             | 0    | 0,00 | 1         | 0,83      | 34     | 28,10  | 39      | 32,23   | 25      | 20,66   | 7       | 5,79    | 9     | 7,44  | 2       | 1,65    | 1          | 0,83       | 3    | 2,48  | 63,27 |
| Brasparts           | 1    | 0,20 | 5         | 0,98      | 33     | 6,46   | 139     | 27,20   | 114     | 22,31   | 26      | 5,09    | 146   | 28,57 | 8       | 1,57    | 5          | 0,98       | 34   | 6,65  | 62,30 |
| Brennilis           | 1    | 0,49 | 1         | 0,49      | 25     | 12,25  | 66      | 32,35   | 45      | 22,06   | 7       | 3,43    | 26    | 12,75 | 0       | 0,00    | 6          | 2,94       | 27   | 13,24 | 56,83 |
| Camaret-sur-Mer     | 5    | 0,37 | 21        | 1,53      | 48     | 3,51   | 389     | 28,41   | 160     | 11,69   | 45      | 3,29    | 449   | 32,80 | 21      | 1,53    | 54         | 3,94       | 117  | 12,93 | 58,28 |
| Carhaix-Plouguer    | 8    | 0,21 | 34        | 0,89      | 174    | 4,56   | 1 198   | 31,43   | 1 484   | 38,93   | 81      | 2,12    | 596   | 15,63 | 27      | 0,71    | 14         | 0,37       | 196  | 5,14  | 66,86 |
| Cast                | 5    | 0,64 | 7         | 0,90      | 32     | 4,10   | 233     | 29,83   | 151     | 19,33   | 32      | 4,10    | 231   | 29,58 | 4       | 0,51    | 4          | 0,51       | 82   | 10,50 | 63,71 |
| Châteaulin          | 4    | 0,17 | 21        | 0,92      | 115    | 5,01   | 749     | 32,65   | 407     | 17,74   | 62      | 2,70    | 680   | 29,64 | 32      | 1,39    | 18         | 0,78       | 206  | 8,98  | 63,01 |
| Châteauneuf-du-Faou | 11   | 0,62 | 10        | 0,56      | 46     | 2,58   | 487     | 27,28   | 517     | 28,96   | 24      | 1,34    | 568   | 31,82 | 8       | 0,45    | 8          | 0,45       | 106  | 5,94  | 65,07 |
| Cléden-Poher        | 2    | 0,35 | 3         | 0,52      | 15     | 2,61   | 206     | 35,89   | 158     | 27,53   | 8       | 1,39    | 126   | 21,95 | 2       | 0,35    | 2          | 0,35       | 52   | 9,06  | 68,69 |
| Le Cloître-Pleyben  | 0    | 0,00 | 1         | 0,37      | 9      | 3,30   | 82      | 30,04   | 69      | 25,27   | 10      | 3,66    | 84    | 30,77 | 1       | 0,37    | 1          | 0,37       | 16   | 5,86  | 63,74 |
| Collorec            | 1    | 0,41 | 1         | 0,41      | 6      | 2,44   | 79      | 32,11   | 85      | 34,55   | 4       | 1,63    | 54    | 21,95 | 3       | 1,22    | 0          | 0,00       | 13   | 5,28  | 55,73 |
| Coray               | 2    | 0,23 | 6         | 0,69      | 20     | 2,29   | 305     | 34,90   | 183     | 20,94   | 32      | 3,66    | 211   | 24,14 | 16      | 1,83    | 15         | 1,72       | 84   | 9,61  | 63,55 |
| Crozon              | 8    | 0,19 | 109       | 2,64      | 161    | 3,90   | 1 175   | 28,48   | 545     | 13,21   | 168     | 4,07    | 1 351 | 32,74 | 94      | 2,28    | 84         | 2,04       | 431  | 10,45 | 61,49 |
| Daoulas             | 1    | 0,11 | 11        | 1,19      | 42     | 4,56   | 375     | 40,67   | 117     | 12,69   | 69      | 7,48    | 236   | 25,60 | 14      | 1,52    | 4          | 0,43       | 53   | 5,75  | 66,38 |
| Dinéault            | 4    | 0,55 | 6         | 0,83      | 30     | 4,16   | 199     | 27,56   | 154     | 21,33   | 26      | 3,60    | 228   | 31,58 | 9       | 1,25    | 1          | 0,14       | 65   | 9,00  | 68,30 |
| Le Faou             | 1    | 0,12 | 12        | 1,38      | 67     | 7,71   | 332     | 38,20   | 141     | 16,23   | 30      | 3,45    | 198   | 22,78 | 17      | 1,96    | 5          | 0,58       | 66   | 7,59  | 64,60 |
| La Feuillée         | 2    | 0,60 | 3         | 0,90      | 42     | 12,57  | 105     | 31,44   | 102     | 30,54   | 27      | 8,08    | 36    | 10,78 | 1       | 0,30    | 1          | 0,30       | 15   | 4,49  | 66,27 |
| Gouézec             | 1    | 0,17 | 3         | 0,51      | 23     | 3,90   | 108     | 18,34   | 106     | 18,00   | 16      | 2,72    | 297   | 50,42 | 2       | 0,34    | 2          | 0,34       | 31   | 5,26  | 70,02 |
| Hanvec              | 5    | 0,52 | 6         | 0,62      | 21     | 5,27   | 360     | 37,19   | 149     | 15,39   | 15      | 3,48    | 246   | 25,41 | 9       | 0,93    | 14         | 1,45       | 64   | 6,61  | 65,91 |
| Hôpital-Camfrout    | 2    | 0,18 | 7         | 0,65      | 76     | 7,00   | 403     | 37,14   | 147     | 13,55   | 58      | 5,35    | 276   | 25,44 | 7       | 0,65    | 9          | 0,83       | 100  | 9,22  | 66,16 |
| Huelgoat            | 4    | 0,54 | 9         | 1,22      | 74     | 10,04  | 227     | 30,80   | 204     | 27,28   | 17      | 2,31    | 137   | 18,59 | 7       | 0,95    | 1          | 0,14       | 57   | 7,73  | 65,40 |
| Gouézec             | 1    | 0,16 | 5         | 0,81      | 31     | 4,99   | 186     | 29,95   | 110     | 17,71   | 38      | 6,12    | 194   | 31,24 | 13      | 2,09    | 3          | 0,48       | 40   | 6,44  | 62,61 |
| Kergloff            | 1    | 0,22 | 2         | 0,44      | 8      | 1,75   | 205     | 44,96   | 110     | 24,12   | 6       | 1,32    | 87    | 19,08 | 5       | 1,10    | 1          | 0,22       | 31   | 6,80  | 61,83 |
| Kerlaz              | 0    | 0,00 | 1         | 0,24      | 31     | 7,42   | 149     | 35,65   | 52      | 12,44   | 19      | 4,55    | 113   | 27,03 | 8       | 1,91    | 7          | 1,67       | 39   | 9,09  | 63,65 |
| Le Cloître-Pleyben  | 0    | 0,00 | 1         | 0,37      | 9      | 3,30   | 82      | 30,04   | 60      | 25,27   | 10      | 3,66    | 84    | 30,77 | 1       | 0,37    | 1          | 0,37       | 16   | 5,86  | 63,74 |
| Landeleau           | 2    | 0,42 | 8         | 1,68      | 20     | 4,20   | 179     | 37,61   | 132     | 27,73   | 20      | 4,20    | 75    | 15,76 | 2       | 0,42    | 2          | 0,42       | 36   | 7,56  | 63,01 |

#### Élections de 2017
Les élections législatives françaises de 2017 ont lieu les dimanches 11 et 18 juin 2017.
|                                                                          |                                                                                                |                           |                           |                          |                          |
|                                                                          |                                                                                                | Premier tour 11 juin 2017 | Premier tour 11 juin 2017 | Second tour 18 juin 2017 | Second tour 18 juin 2017 |
|                                                                          |                                                                                                |                           |                           |                          |                          |
|                                                                          |                                                                                                | Nombre                    | % des inscrits            | Nombre                   | % des inscrits           |
| Inscrits                                                                 | Inscrits                                                                                       | 89 274                    | 100,00                    | 89 269                   | 100,00                   |
| Abstentions                                                              | Abstentions                                                                                    | 37 372                    | 41,86                     | 46 204                   | 51,76                    |
| Votants                                                                  | Votants                                                                                        | 51 902                    | 58,14                     | 43 065                   | 48,24                    |
|                                                                          |                                                                                                |                           | % des votants             |                          | % des votants            |
| Bulletins blancs                                                         | Bulletins blancs                                                                               | 770                       | 1,48                      | 4 327                    | 10,05                    |
| Bulletins nuls                                                           | Bulletins nuls                                                                                 | 355                       | 0,68                      | 1 607                    | 3,73                     |
| Suffrages exprimés                                                       | Suffrages exprimés                                                                             | 50 777                    | 97,83                     | 37 131                   | 86,22                    |
|                                                                          |                                                                                                |                           |                           |                          |                          |
| Candidat Étiquette politique (partis et alliances)                       | Candidat Étiquette politique (partis et alliances)                                             | Voix                      | % des exprimés            | Voix                     | % des exprimés           |
|                                                                          |                                                                                                |                           |                           |                          |                          |
|                                                                          | Richard Ferrand (député sortant) La République en marche !                                     | 17 230                    | 33,93                     | 20 991                   | 56,53                    |
|                                                                          | Gaëlle Nicolas Les Républicains (Union des démocrates et indépendants)                         | 9 193                     | 18,10                     | 16 140                   | 43,47                    |
|                                                                          | Christian Troadec Régionaliste (Oui la Bretagne - Mouvement Bretagne et progrès)               | 7 047                     | 13,88                     |                          |                          |
|                                                                          | Jean-Michel Lucas La France insoumise                                                          | 5 855                     | 11,53                     |                          |                          |
|                                                                          | Nathanaël Legeard Europe Écologie Les Verts (Parti socialiste)                                 | 4 360                     | 8,59                      |                          |                          |
|                                                                          | Patrick Le Fur Front national                                                                  | 3 523                     | 6,94                      |                          |                          |
|                                                                          | Lionel Chabrol Divers (La France qui ose - Confédération pour l'homme, l'animal et la planète) | 773                       | 1,52                      |                          |                          |
|                                                                          | Maxime Paul Parti communiste français                                                          | 711                       | 1,40                      |                          |                          |
|                                                                          | Sophie Rossigneux Debout la France                                                             | 584                       | 1,15                      |                          |                          |
|                                                                          | Bernard Fehringer Divers (Parti animaliste)                                                    | 405                       | 0,80                      |                          |                          |
|                                                                          | Robert Béra Divers gauche (Nouvelle Donne)                                                     | 307                       | 0,60                      |                          |                          |
|                                                                          | Élisabeth Piro Lutte ouvrière                                                                  | 292                       | 0,58                      |                          |                          |
|                                                                          | Catherine Carpentier Divers (Union populaire républicaine)                                     | 264                       | 0,52                      |                          |                          |
|                                                                          | Jean Quéinnec Extrême droite (Union des patriotes)                                             | 233                       | 0,46                      |                          |                          |
| Source : Ministère de l'Intérieur - Sixième circonscription du Finistère |                                                                                                |                           |                           |                          |                          |

La suppléante de Richard Ferrand était Laetitia Dolliou, cadre hospitalière, conseillère municipale de Plougastel-Daoulas.

#### Élections de 2022
| Résultats des élections législatives des 12 et 19 juin 2022 de la 6e circonscription du Finistère |                                                                                |                           |                           |                          |                          |
|                                                                                                   |                                                                                | Premier tour 12 juin 2022 | Premier tour 12 juin 2022 | Second tour 19 juin 2022 | Second tour 19 juin 2022 |
|                                                                                                   |                                                                                |                           |                           |                          |                          |
|                                                                                                   |                                                                                | Nombre                    | % des inscrits            | Nombre                   | % des inscrits           |
| Inscrits                                                                                          | Inscrits                                                                       | 91 259                    | 100                       | 91 263                   | 100                      |
| Abstentions                                                                                       | Abstentions                                                                    | 41 001                    | 44,93                     | 41 124                   | 45,06                    |
| Votants                                                                                           | Votants                                                                        | 50 258                    | 55,07                     | 50 139                   | 54,94                    |
|                                                                                                   |                                                                                |                           | % des votants             |                          | % des votants            |
| Bulletins blancs                                                                                  | Bulletins blancs                                                               | 716                       | 1,42                      | 2 026                    | 4,04                     |
| Bulletins nuls                                                                                    | Bulletins nuls                                                                 | 297                       | 0,59                      | 1 025                    | 2,04                     |
| Suffrages exprimés                                                                                | Suffrages exprimés                                                             | 49 245                    | 97,98                     | 47 088                   | 93,91                    |
|                                                                                                   |                                                                                |                           |                           |                          |                          |
| Candidat Étiquette politique (partis et alliances)                                                | Candidat Étiquette politique (partis et alliances)                             | Voix                      | % des exprimés            | Voix                     | % des exprimés           |
|                                                                                                   |                                                                                |                           |                           |                          |                          |
|                                                                                                   | Richard Ferrand Ensemble                                                       | 16 526                    | 33,56                     | 23 140                   | 49,14                    |
|                                                                                                   | Mélanie Thomin Nouvelle Union populaire écologique et sociale Parti socialiste | 15 345                    | 31,16                     | 23 948                   | 50,86                    |
|                                                                                                   | Patrick Le Fur Rassemblement national                                          | 7 146                     | 14,51                     |                          |                          |
|                                                                                                   | Gaëlle Nicolas Les Républicains                                                | 5 218                     | 10,60                     |                          |                          |
|                                                                                                   | Philippe Plouzané Union démocratique bretonne                                  | 1 500                     | 3,05                      |                          |                          |
|                                                                                                   | Sophie Broustaut Reconquête                                                    | 1 387                     | 2,82                      |                          |                          |
|                                                                                                   | Tiphaine Beaulieu Résistons                                                    | 917                       | 1,86                      |                          |                          |
|                                                                                                   | Philippe Cordier Lutte ouvrière                                                | 478                       | 0,97                      |                          |                          |
|                                                                                                   | Alan Pasquet Parti Breton                                                      | 426                       | 0,87                      |                          |                          |
|                                                                                                   | Tugdual Perennec Divers                                                        | 169                       | 0,34                      |                          |                          |
|                                                                                                   | Mathilde-Maria Pflieger Fédération française de citoyenneté                    | 107                       | 0,22                      |                          |                          |
|                                                                                                   | Bernard Fehringer Parti animaliste                                             | 22                        | 0,04                      |                          |                          |
|                                                                                                   | Valérie Fabre Divers                                                           | 4                         | 0,01                      |                          |                          |
| * Député sortant                                                                                  |                                                                                |                           |                           |                          |                          |

Le suppléant de Mélanie Thomin était Yannick Jaouen, EELV, conseiller municipal de La Feuillée.

### Élections de 2024
| Candidat                 | Candidat                 | Parti et coalition       | Nuance                   | Premier tour | Premier tour | Second tour | Second tour |
| Candidat                 | Candidat                 | Parti et coalition       | Nuance                   | Voix         | %            | Voix        | %           |
| ------------------------ | ------------------------ | ------------------------ | ------------------------ | ------------ | ------------ | ----------- | ----------- |
|                          | Mélanie Thomin           | PS (NFP)                 | UG                       | 24 664       | 37,88        | 38 392      | 62,43       |
|                          | Patrick Le Fur           | RN                       | RN                       | 19 671       | 30,21        | 23 106      | 37,57       |
|                          | Erwan Crouan             | MoDem (ENS)              | ENS                      | 18 223       | 27,99        | Retrait     | Retrait     |
|                          | Tugdual Perennec         | SE                       | DVG                      | 808          | 1,24         |             |             |
|                          | Philippe Cordier         | LO                       | EXG                      | 753          | 1,16         |             |             |
|                          | Évelyne Carayon          | REC                      | REC                      | 637          | 0,98         |             |             |
|                          | Kenny Delferrière        | NPA-R                    | EXG                      | 360          | 0,55         |             |             |
|                          |                          |                          |                          |              |              |             |             |
| Votes valides            | Votes valides            | Votes valides            | Votes valides            | 65 116       | 97,29        | 61 498      | 92,17       |
| Votes blancs             | Votes blancs             | Votes blancs             | Votes blancs             | 1 294        | 1,93         | 3 966       | 5,94        |
| Votes nuls               | Votes nuls               | Votes nuls               | Votes nuls               | 521          | 0,78         | 1 257       | 1,88        |
| Total                    | Total                    | Total                    | Total                    | 66 931       | 100          | 66 721      | 100         |
| Abstention               | Abstention               | Abstention               | Abstention               | 24 603       | 26,88        | 24 815      | 27,11       |
| Inscrits / participation | Inscrits / participation | Inscrits / participation | Inscrits / participation | 91 534       | 73,12        | 91 536      | 72,89       |

Le suppléant de Mélanie Thomin est Sylvain Le Treust, DVG, éleveur à Saint-Rivoal.

#### Département du Finistère
- La fiche de l'INSEE de cette circonscription : « Tableaux et Analyses de la sixième circonscription du Finistère », sur insee.fr, site de l'Institut national de la statistique et des études économiques (consulté le 10 juin 2007) [PDF]
- « Tous les députés du département du Finistère depuis 1789 », sur assemblee-nationale.fr, site de l'Assemblée nationale française (consulté le 10 juin 2007)
- « Informations contentieuses sur le département du Finistère (Élections législatives de 2002) »(Archive.org • Wikiwix • Archive.is • Google • Que faire ?), sur conseil-constitutionnel.fr, site du Conseil constitutionnel (consulté le 13 juin 2007)

#### Circonscriptions en France
- « Carte des circonscriptions législatives en France », sur assemblee-nationale.fr, site de l'Assemblée nationale française (consulté le 10 juin 2007)
- « Résultats électoraux officiels en France »(Archive.org • Wikiwix • Archive.is • Google • Que faire ?), sur interieur.gouv.fr, site du ministère de l'Intérieur (France) (consulté le 13 juin 2007)
- Description et Atlas des circonscriptions électorales de France sur http://www.atlaspol.com, Atlaspol, site de cartographie géopolitique, consulté le 13 juin 2007.